# Xã Howard, Quận Centre, Pennsylvania
Xã Howard (tiếng Anh: Howard Township) là một xã thuộc quận Centre, tiểu bang Pennsylvania, Hoa Kỳ. Năm 2010, dân số của xã này là 964 người.